# Унгарска народна република
Унгарска народна република е официалното име на Унгария по време на Студената война. Тя е част от Варшавския договор и СИВ. Управлявана е от Унгарската социалистическа работническа партия, която е под контрола на СССР. УНР се счита за наследник на Унгарската съветска република, съществувала за кратко през 1919, първата социалистическа страна в света след Съветска Русия. Граничи с Румъния и Съветския съюз (по-точно Съветска Украйна) на изток, Югославия на югозапад, Чехословакия на север и Австрия на запад. През 80-те е първата по брой самоубийства на глава от населението държава в света, като през 1983 година поставя ненадминат световен рекорд от 45,3 души на 100 хиляди жители, въпреки че строгите оръжейни закони в социалистическите страни са ограничавали достъпа до огнестрелно оръжие - най-ефикасния метод за самоубийство.